# Campeonato Italiano de Rugby 2009-10
El Campeonato de Rugby de Italia de 2009-10 fue la 80.ª edición de la primera división del rugby de Italia.

## Sistema de disputa
El torneo se desarrolló en dos etapas, una fase regular en la cual los equipos disputaron encuentros en condición de local y de visitante frente a cada uno de sus rivales.
Luego se disputará una etapa de eliminación directa, en la cual los primeros cuatro equipos de la fase regular clasifican a las semifinales en la búsqueda por el campeonato.
El último equipo en la tabla general desciende directamente a la Serie B.

## Desarrollo
- Tabla de posiciones:[1]

| Pos. | Equipo             | Encuentros | Encuentros | Encuentros | Encuentros | Tantos | Tantos | Tantos | PB | Puntos |
| Pos. | Equipo             | PJ         | PG         | PE         | PP         | F      | C      | Dif    | PB | Puntos |
| ---- | ------------------ | ---------- | ---------- | ---------- | ---------- | ------ | ------ | ------ | -- | ------ |
| 1.º  | Benetton Treviso   | 18         | 13         | 0          | 5          | 568    | 274    | +294   | 15 | 67     |
| 2.º  | Rugby Rovigo       | 18         | 12         | 2          | 4          | 402    | 319    | +83    | 9  | 61     |
| 3.º  | Rugby Viadana      | 18         | 13         | 0          | 5          | 430    | 276    | +154   | 9  | 61     |
| 4.º  | Petrarca Padova    | 18         | 9          | 0          | 9          | 391    | 359    | +32    | 10 | 46     |
| 5.º  | I Cavalieri        | 18         | 10         | 0          | 8          | 394    | 344    | +50    | 8  | 44     |
| 6.º  | Rugby Parma        | 18         | 8          | 0          | 10         | 355    | 380    | -25    | 10 | 42     |
| 7.º  | Rugby Roma Olimpic | 18         | 7          | 1          | 10         | 339    | 399    | -60    | 5  | 35     |
| 8.º  | L'Aquila Rugby     | 18         | 7          | 0          | 11         | 334    | 452    | -118   | 4  | 32     |
| 9.º  | GRAN Parma         | 18         | 5          | 1          | 12         | 280    | 462    | -182   | 3  | 25     |
| 10.º | Veneziamestre      | 18         | 3          | 2          | 13         | 302    | 530    | -228   | 6  | 22     |

|  | Clasificado a Semifinales. |
|  | Descendido a la Serie B.   |

### Semifinales
| Equipo 1        | Equipo 2         | Ida   | Vuelta |
| --------------- | ---------------- | ----- | ------ |
| Petrarca Padova | Benetton Treviso | 16-28 | 10-54  |
| Rugby Viadana   | Rugby Rovigo     | 25-16 | 18-22  |

### Final
| 29 de mayo de 2010 | Benetton Treviso | 16 - 12 | Rugby Viadana |  |  |

| Bandera de Italia        |
| Campeón Benetton Treviso |
| Décimo quinto título     |